# Улица Анны Северьяновой
У́лица А́нны Северья́новой (название утверждено 4 декабря 1978 года, ранее — Тре́тья Звенигоро́дская у́лица) — улица в Центральном административном округе города Москвы на территории Пресненского района. Берёт начало от Мантулинской улицы, пересекает Шмитовский проезд, улицу Анатолия Живова и заканчивается примыканием к улице Костикова. Нумерация домов начинается от Мантулинской улицы.
Переименована в 1978 году в честь Анны Алексеевны Северьяновой (1908—1969) — директора крупного текстильного предприятия «Трёхгорная мануфактура». Прежнее название — 3-я Звенигородская улица — было дано по находящемуся вблизи Звенигородскому шоссе.

## Транспорт
- Станции метро «Улица 1905 года», «Деловой центр» (Филёвская линия), «Деловой центр» (Солнцевская линия).
- Железнодорожные станции «Тестовская (Москва-Сити)» (МЦД-1), «Москва-Сити» (МЦД-4).